# ユーリイ・ケルパテンコ
ユーリイ・レオニードヴィチ・ケルパテンコまたはユーリ・レオニードヴィチ・ケルパテンコ（ウクライナ語: Керпатенко Юрій Леонідович、英語: Yurii Leonidovych Kerpatenko、1976年9月9日 - 2022年〈同年10月12日以前とみられる〉）は、ウクライナの指揮者。

## 生涯
ヘルソン音楽学校を経て2000年、キエフ音楽院修了。同年、ヘルソン地方フィルハーモニー管弦楽団の室内楽団ギレヤの首席指揮者を務めたほか、2004年より、ミコラ・クーリッシュ・ミュージック・アンド・ドラマ・シアターの首席指揮者を務めていた。ロシアによるケルソン州占領下においてケルパテンコは2022年5月までFacebookに自身の意見を投稿をしていた。

## 死亡
2022年9月ごろ、家族がケルパテンコと連絡がつかなくなった。ロシア側の計画したコンサートにおいての指揮を拒否したため自宅でロシア軍に射殺されたと同年10月13日に報告された。

### 反応
ヘルソン地方検察庁はケルパテンコの死を調査しており、ミュージシャンのダリア・スタセヴスカ、セミヨン・ビシュコフ、ヴラッド、ロジャー・オドンネル、作家のアンドレイ・クルコなどがソーシャルメディア上でケルパテンコの死について反応した。